# Wereldbeker noordse combinatie 2017/2018
De wereldbeker noordse combinatie 2017/2018 (officieel: FIS Nordic Combined World Cup presented by Viessmann) ging van start op 24 november 2017 in het Finse Kuusamo en eindigde op 25 maart 2018 in het Duitse Schonach.
De FIS organiseerde enkel een wereldbeker voor mannen. De Japanner Akito Watabe won dit seizoen de algemene wereldbeker. 

## Uitslagen

### Kalender
| Datum | Plaats        | Detail             | Eerste                                                               | Tweede                                                              | Derde                                                                       |
| --- | ------------- | ------------------ | -------------------------------------------------------------------- | ------------------------------------------------------------------- | --------------------------------------------------------------------------- |
| 24/11/2017                                                                                                  | Kuusamo       | HS142 + 5 km       | Espen Andersen                                                       | Jan Schmid                                                          | Akito Watabe                                                                |
| 25/11/2017                                                                                                  | Kuusamo       | HS142 + 10 km      | Akito Watabe                                                         | Eero Hirvonen                                                       | Johannes Rydzek                                                             |
| 26/11/2017                                                                                                  | Kuusamo       | HS142 + 10 km      | Johannes Rydzek                                                      | Eric Frenzel                                                        | Eero Hirvonen                                                               |
| 02/12/2017                                                                                                  | Lillehammer   | HS98 + 4 × 5 km    | Noorwegen Jan Schmid Espen Andersen Jarl-Magnus Riiber Jørgen Gråbak | Duitsland Eric Frenzel Johannes Rydzek Vinzenz Geiger Fabian Rießle | Frankrijk François Braud Maxime Laheurte Antoine Gérard Jason Lamy-Chappuis |
| 03/12/2017                                                                                                  | Lillehammer   | HS138 + 10 km      | Espen Andersen                                                       | Jan Schmid                                                          | Jørgen Gråbak                                                               |
| 16/12/2017                                                                                                  | Ramsau        | HS98 + 10 km       | Eric Frenzel                                                         | Fabian Rießle                                                       | Jan Schmid                                                                  |
| 17/12/2017                                                                                                  | Ramsau        | HS98 + 10 km       | Fabian Rießle                                                        | Alessandro Pittin                                                   | Eero Hirvonen                                                               |
| 06/01/2018                                                                                                  | Otepää        | HS100 + 10 km      | Afgelast                                                             | Afgelast                                                            | Afgelast                                                                    |
| 07/01/2018                                                                                                  | Otepää        | HS100 + 2 × 7,5 km | Afgelast                                                             | Afgelast                                                            | Afgelast                                                                    |
| 12/01/2018                                                                                                  | Val di Fiemme | HS134 + 10 km      | Jørgen Gråbak                                                        | Johannes Rydzek                                                     | Lukas Klapfer                                                               |
| 13/01/2018                                                                                                  | Val di Fiemme | HS134 + 2 × 7,5 km | Duitsland II Eric Frenzel Vinzenz Geiger                             | Duitsland I Fabian Rießle Johannes Rydzek                           | Noorwegen Mikko Kokslien Magnus Moan                                        |
| 14/01/2018                                                                                                  | Val di Fiemme | HS134 + 10 km      | Jan Schmid                                                           | Lukas Klapfer                                                       | Fabian Rießle                                                               |
| 20/01/2018                                                                                                  | Chaux-Neuve   | HS118 + 10 km      | Jan Schmid                                                           | Akito Watabe                                                        | Ilkka Herola                                                                |
| 21/01/2018                                                                                                  | Chaux-Neuve   | HS118 + 4 × 5 km   | Noorwegen Jan Schmid Espen Andersen Jarl-Magnus Riiber Jørgen Gråbak | Duitsland Eric Frenzel Fabian Rießle Johannes Rydzek Vinzenz Geiger | Finland Leevi Mutru Arttu Mäkiaho Ilkka Herola Eero Hirvonen                |
| Nordic Combined Triple                                                                                      |               |                    |                                                                      |                                                                     |                                                                             |
| 26/01/2018                                                                                                  | Seefeld       | HS109 + 5 km       | Akito Watabe                                                         | Jarl-Magnus Riiber                                                  | Fabian Rießle                                                               |
| 27/01/2018                                                                                                  | Seefeld       | HS109 + 10 km      | Akito Watabe                                                         | Vinzenz Geiger                                                      | Jarl-Magnus Riiber                                                          |
| 28/01/2018                                                                                                  | Seefeld       | HS109 + 15 km      | Akito Watabe                                                         | Jarl-Magnus Riiber                                                  | Fabian Rießle                                                               |
| 03/02/2018                                                                                                  | Hakuba        | HS134 + 10 km      | Akito Watabe                                                         | Jan Schmid                                                          | Manuel Faißt                                                                |
| 04/02/2018                                                                                                  | Hakuba        | HS134 + 10 km      | Jan Schmid                                                           | Kristjan Ilves                                                      | Akito Watabe                                                                |
| 9 tot en met 25 februari 2018: Olympische Winterspelen 2018 in Pyeongchang (telt niet mee voor wereldbeker) |               |                    |                                                                      |                                                                     |                                                                             |
| 04/03/2018                                                                                                  | Lahti         | HS130 + 2 × 7,5 km | Oostenrijk I Wilhelm Denifl Bernhard Gruber                          | Noorwegen I Jan Schmid Jørgen Gråbak                                | Finland I Eero Hirvonen Ilkka Herola                                        |
| 05/03/2018                                                                                                  | Lahti         | HS130 + 10 km      | Johannes Rydzek                                                      | Vinzenz Geiger                                                      | Jørgen Gråbak                                                               |
| 10/03/2018                                                                                                  | Oslo          | HS134 + 10 km      | Akito Watabe                                                         | Fabian Rießle                                                       | Mario Seidl                                                                 |
| 13/03/2018                                                                                                  | Trondheim     | HS134 + 10 km      | Eric Frenzel                                                         | Akito Watabe                                                        | Fabian Rießle                                                               |
| 14/03/2018                                                                                                  | Trondheim     | HS134 + 10 km      | Fabian Rießle                                                        | Jarl-Magnus Riiber                                                  | Eero Hirvonen                                                               |
| 17/03/2018                                                                                                  | Klingenthal   | HS140 + 10 km      | Fabian Rießle                                                        | Eero Hirvonen                                                       | Akito Watabe                                                                |
| 18/03/2018                                                                                                  | Klingenthal   | HS140 + 10 km      | Fabian Rießle                                                        | Johannes Rydzek                                                     | Akito Watabe                                                                |
| 24/03/2018                                                                                                  | Schonach      | HS106 + 10 km      | Akito Watabe                                                         | Jarl-Magnus Riiber                                                  | Bernhard Gruber                                                             |
| 25/03/2018                                                                                                  | Schonach      | HS106 + 15 km      | Akito Watabe                                                         | Jarl-Magnus Riiber                                                  | Fabian Rießle                                                               |

### Eindstanden
| Algemene wereldbeker | Algemene wereldbeker | Algemene wereldbeker | Algemene wereldbeker |
| #                    | Atleet               | Land                 | Punten               |
| -------------------- | -------------------- | -------------------- | -------------------- |
| 1                    | Akito Watabe         | JPN                  | 1495                 |
| 2                    | Jan Schmid           | NOR                  | 1133                 |
| 3                    | Fabian Rießle        | GER                  | 1087                 |
| 4                    | Johannes Rydzek      | GER                  | 849                  |
| 5                    | Jørgen Gråbak        | NOR                  | 830                  |
| 6                    | Eero Hirvonen        | FIN                  | 755                  |
| 7                    | Jarl-Magnus Riiber   | NOR                  | 669                  |
| 8                    | Eric Frenzel         | GER                  | 622                  |
| 9                    | Espen Andersen       | NOR                  | 593                  |
| 10                   | Ilkka Herola         | FIN                  | 500                  |

| Landenklassement | Landenklassement | Landenklassement |
| #                | Land             | Punten           |
| ---------------- | ---------------- | ---------------- |
| 1                | Noorwegen        | 5033             |
| 2                | Duitsland        | 4903             |
| 3                | Oostenrijk       | 2944             |
| 4                | Japan            | 2896             |
| 5                | Finland          | 2247             |
| 6                | Frankrijk        | 1515             |
| 7                | Italië           | 515              |
| 8                | Estland          | 270              |
| 9                | Tsjechië         | 264              |
| 10               | Verenigde Staten | 234              |

| Prijzengeld | Prijzengeld        | Prijzengeld | Prijzengeld |
| #           | Atleet             | Land        | CHF         |
| ----------- | ------------------ | ----------- | ----------- |
| 1           | Akito Watabe       | JPN         | 113.760     |
| 2           | Fabian Rießle      | GER         | 81.550      |
| 3           | Jan Schmid         | NOR         | 78.190      |
| 4           | Johannes Rydzek    | GER         | 60.630      |
| 5           | Jørgen Gråbak      | NOR         | 51.548      |
| 6           | Jarl-Magnus Riiber | NOR         | 49.660      |
| 7           | Eric Frenzel       | GER         | 44.434      |
| 8           | Eero Hirvonen      | FIN         | 41.860      |
| 9           | Espen Andersen     | NOR         | 41.460      |
| 10          | Vinzenz Geiger     | GER         | 33.030      |

## Uitzendrechten
- Canada: CBC Sports[1]
- Duitsland: ARD/ZDF[2]
- Finland: Yle
- Nederland: Eurosport
- Noorwegen: NRK
- Zweden: SVT[3][4]
- Zwitserland: SRG SSR[5]